# Agrostis incurvata
Agrostis incurvata é uma espécie de gramínea do gênero Agrostis, pertencente à família Poaceae.